# Burg Kropfsberg
Die Burgruine Kropfsberg ist die Ruine einer Höhenburg der Gemeinde Reith im Alpbachtal auf einem aufragenden Hügelrücken im Inntal oberhalb des Ortes St. Gertraudi.  Die Ruine steht unter Denkmalschutz (Listeneintrag).

## Geschichte
Die Salzburger Erzbischöfe erhielten weite Teile des Zillertals. Unter Erzbischof Konrad I. von Salzburg wurde in der ersten Hälfte des 12. Jahrhunderts am Taleingang ins Zillertal die erste Burg errichtet. Vermutlich handelte es sich dabei nur um einen Turm, der von Mauern umgeben war. Die Burg wurde von den Erzbischöfen als Sitz des Salzburger Gerichts und der Verwaltung genutzt. Erstmals urkundlich erwähnt wurde Kropfsberg im Jahr 1286.
Erzbischof Eberhard II. von Regensberg ließ die Burg weiter ausbauen. Diesen Erweiterungsmaßnahmen verdankt die Burg ihr heutiges Aussehen. Oberhalb des alten Turms entstand die Hauptburg, die zwei mächtige Bergfriede beinhaltete.
Im 15. Jahrhundert war die Burg Kropfsberg der Austragungsort wichtiger Verhandlungen. Im Jahr 1412 wurde am „Fürstentag“ ein Streit zwischen Tirol und Bayern geschlichtet. 1416 kam es dort zur Aussöhnung zwischen Herzog Friedrich IV. und seinem Bruder Herzog Ernst von Österreich, was Friedrich den weiteren Besitz Tirols sicherte.
Im Laufe der Zeit wurde Kropfsberg zwei Mal romanisch ausgebaut, jedoch gab es in der Gotik keine größeren Bautätigkeiten. Erzbischof Leonhard von Keutschach ließ die Anlage um 1500 neu befestigen. 40 Jahre später entstanden die mit Schießscharten versehene, 900 m lange, 8 m hohe und 3 m dicke Ringmauer und die halbrunden Basteien.
Im folgenden Jahrhundert war Kropfsberg eine der größten Burgen in Tirol. Geschützt wurde sie durch eine doppelte Ringmauer. Mit diesem Ausbau wollte man die landesfürstliche Macht und Stärke weiter verdeutlichen. Das Areal dehnte sich auf eine Fläche von 26.000 m² aus, jedoch verfügte es nur über Unterkünfte für 60 bis 80 Personen.
Im Jahr 1592 wurde der Gerichtssitz von Kropfsberg nach Zell am Ziller verlegt, was zum Niedergang der Burganlage führte. Dadurch, dass die Burg nur noch von Personen bewohnt und nicht mehr instand gehalten wurde, stürzten bereits im Jahr 1673 die ersten Gebäude ein. Während des „Bayrischen Rummels“ 1703 wurde die Burg in die Kampfhandlungen mit einbezogen, da sich bayerische Soldaten dort festgesetzt hatten. Die Tiroler Schützen vertrieben die Eindringlinge aber wieder.

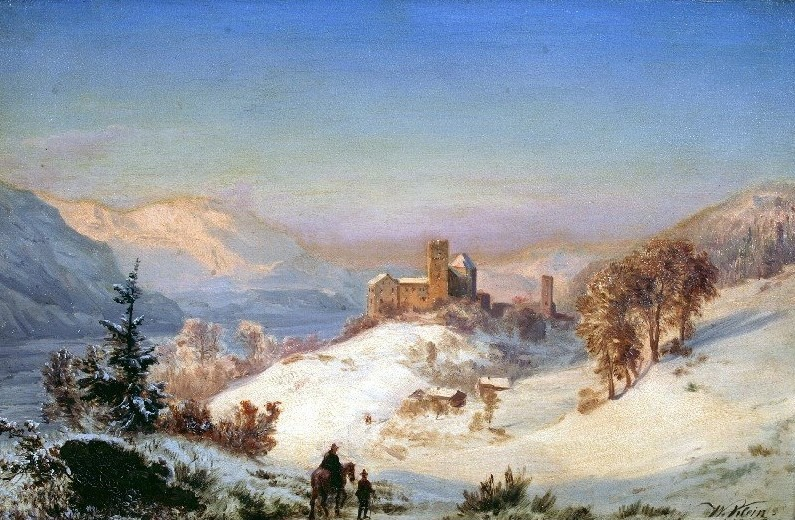
Schloss Kropfsberg, 1859

Als 1809 Tirol zu Bayern kam, teilte die Burganlage dasselbe Schicksal wie viele andere. Die mittlerweile zur Ruine gewordene Burg wurde versteigert. Im Jahr 1850 wurde der Torturm saniert, um ihn wieder bewohnbar zu machen. 1905 wurde das Material der noch immer erhaltenen Ringmauer zur Innverbauung verwendet.
1940 kaufte der Meraner Sepp Auffinger das Anwesen. Dieser ließ den Torturm erneut sanieren. Im letzten Jahr des Zweiten Weltkriegs stürzte auf Grund von Bombardement in der Nachbarschaft die westliche Palasmauer ein. Die Burgruine wird seit 1985 konserviert und restauriert. Daher sind auch heute noch Reste der Zisterne und der gotischen Burgkapelle erhalten. Heute befindet sich die Burg in Privatbesitz von Hanno Vogl-Fernheim.

## Burgruine
Eine prähistorische Höhensiedlung mit flachen Wällen und kleinen Terrassen wurde durch die Überbauungen der mittelalterlichen Burg weitgehend zerstört. Die mit ihren drei nahezu gleich hohen Türmen ausgestattete Burg ist einzigartig in Tirol. Von der ersten Burg ist heute nur noch der nach Westen verschobene, freistehende Turm vorhanden. Die um einen sechseckigen Hof errichtete, romanische Hochburg stammt vom zweiten Bau, wobei davon nur noch die beiden Bergfriede existieren. Der mittlere Turm besitzt nur Lichtschlitze im unteren Bereich. Die Wohngeschoße mit ihren großen Fenstern und dem unterschiedlichen Mauerwerk wurden von Erzbischof Leonhard aufgesetzt. Der Bergfried wurde nach dem Zweiten Weltkrieg zur Aussichtswarte umgebaut. Darüber hinaus sind von der Rupertuskapelle aus dem 16. Jahrhundert noch die Ruinen vorhanden. Die 47 m tiefe Zisterne befindet sich in der Mitte des Hofes. Auch die äußere Ringmauer mitsamt den Bastionen ist noch teilweise erhalten.